# Biggs (Kalifornija)
Biggs je grad u američkoj saveznoj državi Kalifornija. Prema popisu stanovništva iz 2010. u njemu je živjelo 1,707 stanovnika.